# Volcán de Tamadaba
Il Volcán de Tamadaba è un traghetto appartenente alla compagnia di navigazione spagnola Naviera Armas.

## Servizio
Varato il 9 ottobre 2006 nel cantiere navale Astillero Hijos de J. Barreras di Vigo con il nome di Volcán de Tamadaba e consegnato il 18 maggio 2007 alla Naviera Armas, prende servizio il 29 maggio nei collegamenti tra Santa Cruz de Tenerife e Arrecife.

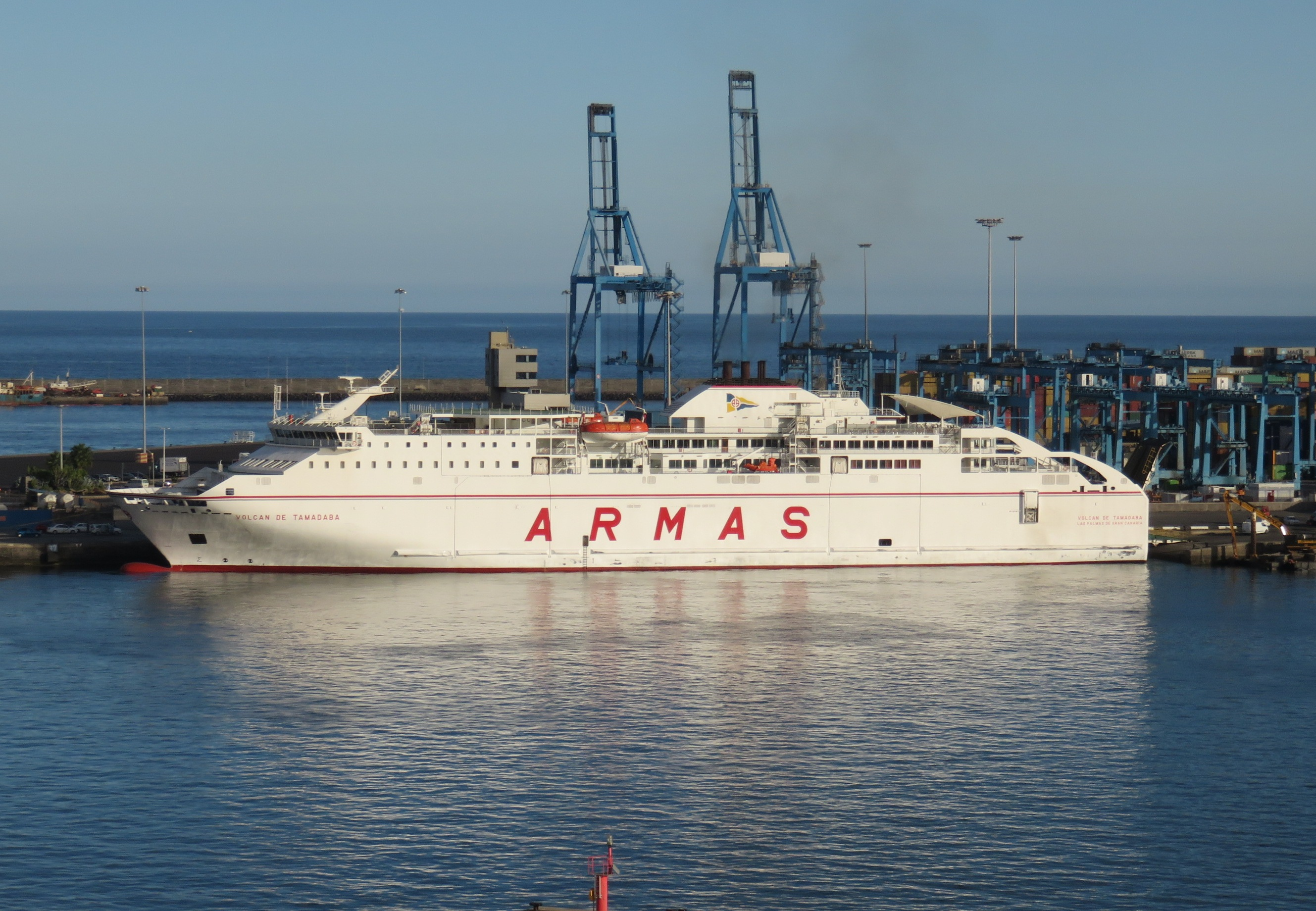
Il Volcán de Tamadaba ormeggiato a Las Palmas de Gran Canaria.

Nel giugno del 2008 viene aggiunto uno scalo ad Agadir.
Successivament, lo scalo marocchino viene spostato a Puerto del Rosario.

## Navi gemelle
- Ciudad de Mahón (ex Volcán de Tijarafe)